# Vienna (Virgínia)
Vienna é uma vila localizada no estado norte-americano da Virgínia, no Condado de Fairfax.

## Demografia
Segundo o censo norte-americano de 2000, a sua população era de 14.453 habitantes.
Em 2006, foi estimada uma população de 14.873, um aumento de 420 (2.9%).

## Geografia
De acordo com o United States Census Bureau tem uma área de 11,5 km², dos quais 11,5 km² cobertos por terra e 0,0 km² cobertos por água. Vienna localiza-se a aproximadamente 151 m acima do nível do mar.

## Localidades na vizinhança
O diagrama seguinte representa as localidades num raio de 4 km ao redor de Vienna.